# Сервьес
Сервье́с (фр. и окс. Serviès) — коммуна во Франции, находится в регионе Юг — Пиренеи. Департамент — Тарн. Входит в состав кантона Плен-де-л’Агу. Округ коммуны — Кастр.
Код INSEE коммуны — 81286.

## География

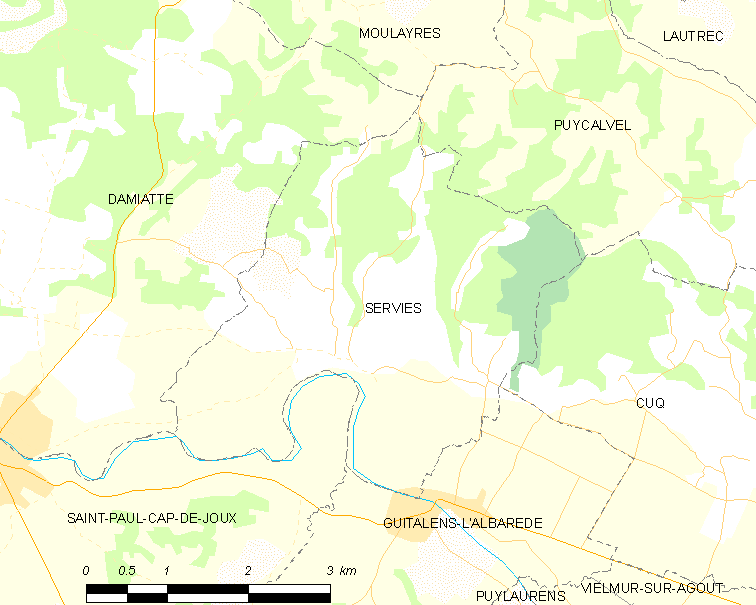
Карта коммуны

Коммуна расположена приблизительно в 580 км к югу от Парижа, в 50 км восточнее Тулузы, в 32 км к югу от Альби.
На юге коммуны протекает река Агу.

## Климат
Климат умеренно-океанический. Зима мягкая и дождливая, лето жаркое с частыми грозами. Ветры довольно редки.

## Население
Население коммуны на 2010 год составляло 597 человек.
| 1962 | 1968 | 1975 | 1982 | 1990 | 1999 | 2010 |
| ---- | ---- | ---- | ---- | ---- | ---- | ---- |
| 387  | 353  | 356  | 365  | 431  | 524  | 597  |

## Администрация
| Период | Период | Фамилия      | Партия | Примечания |
| ------ | ------ | ------------ | ------ | ---------- |
| 2001   | 2014   | Бернар Кокий |        |            |
| 2014   | 2020   | Режи Дади    |        |            |

## Экономика
В 2007 году среди 326 человек в трудоспособном возрасте (15—64 лет) 243 были экономически активными, 83 — неактивными (показатель активности — 74,5 %, в 1999 году было 72,9 %). Из 243 активных работали 218 человек (117 мужчин и 101 женщина), безработных было 25 (10 мужчин и 15 женщин). Среди 83 неактивных 18 человек были учениками или студентами, 33 — пенсионерами, 32 были неактивными по другим причинам.